# Aurora de esperanza
Aurora de esperanza es una película española de 1937, dirigida por Antonio Sau y producida por SIE Films durante la guerra civil española.

## Argumento
Aurora de esperanza es un melodrama que narra los problemas de un obrero barcelonés para encontrar trabajo tras el cierre de su fábrica, así como su toma de conciencia social y su posterior participación en mítines y manifestaciones en las jornadas previas al estallido de la Guerra Civil.
La película, fruto del control anarquista sobre la industria del cine en la Barcelona de 1937, es una denuncia de las injusticias del sistema capitalista y una exaltación del ímpetu revolucionario que primaba en aquel momento.

## Dirección y reparto
La película fue producida por SIE Films bajo la dirección de Antonio Sau. El reparto principal es:
- Félix de Pomés como Juan.
- Enriqueta Soler como Marta.
- Pilar Torres como La tanguista.
- Ana María Campoy como Pilarín.
- Román González "Chispita" como Antoñito.[1]

## Comentarios
Aurora de Esperanza fue la primera película de ficción realizada por el Sindicato de la Industria del Espectáculo de la CNT durante la Guerra Civil. El largometraje fue un precedente paradigmático del «neorrealismo europeo», considerado una de las grandes joyas artísticas consecuencia del fenómeno colectivizador implantado por la CNT tras el estallido revolucionario del 19 de julio de 1936 y uno de los trabajos más importantes de los cien años de cine español.